# Беренгар (граф на Тулуза)
Вижте пояснителната страница за други личности с името Беренгар.
Беренгар Мъдри (на латински: Berengarius Sapiens; на каталонски: Berenguer el Savi; на френски: Bérenger Le Sage; * 800, † 835) от франкския род Унруохинги, е граф или херцог на Тулуза (814 – 835), от 832 до 835 г. херцог и маркграф на Септимания и Жирона, граф на Барселона и Ампуряс.

## Биография
Той е син на Унруох II († пр. 853), граф в Тернуа, и Енгелтруда (Ингелтруда) от Париж, дъщеря на аквитанския херцог Бего I от фамилията Матфриди и на Алпаис (* 794, † 852), извънбрачна дъщеря на Лудвиг Благочестиви (Каролинги). Брат е на Еберхард († 866) маркграф на Фриули, женен за Гизела, дъщеря на император Лудвиг Благочестиви и става баща на император Беренгар I.
През 814 г. император Лудвиг Благочестиви го поставя за граф на Тулуза на мястото на Раймунд Рафинел. От 816 г. той е съветник на Пипин I от Кралство Аквитания. През 830 г. Пипин I се съпротивлява на съвета на неговия съветник Беренгар от Тулуза и се навдига срещу баща си Лудвиг Благочестиви заедно с братята си Лотар I и Лудвиг Немски и Бернхард I от Септимания, губи битката с императорската войска през 832 г. при Лимож и е заточен в Трир. Беренгар, който е на страната на императора, взема графствата Росело, Расес и Конфлент и териториите в Септимания, които са на Бернхард (* 795, † 14 февруари 844), синът на Вилхелм от Аквитания (* 754, † 28 май 812).
През 833 г. Беренгар губи графствата Палярс и Рибагорса на Галиндо I Аснарес († 867), граф на Ургел и Сердания. През 835 г. Пипин I му взема всичките земи освен Графство Тулуза.
През 837 г. императорът поканва Беренгар и Бернхард, за да се вземе решение за собственостите в Септимания и Готия. По пътя Беренгар умира неочаквано и така тамошните графства остават в ръцете на Бернхард.